# 사카사마세카이/Once Upon a Time -키보우노우타-
「사카사마세카이/Once Upon a Time -키보우노우타-」(さかさま世界/Once Upon a Time -キボウノウタ-)는 나카가와 쇼코의 17 번째 싱글이다. 2013년 12월 11일에 Sony Records에서 발매되었다.

## 개요
전작 "조쿠 콘돈"으로부터 6개월 만의 싱글이다. 발매 형태는 CD+DVD의 초회 한정반 A / B와 통상반의 3종. 양 A면 싱글은 12번째 싱글의 "플라잉 휴먼로이드"이후. 또 싱글이 오리콘 주간 차트 TOP 10에 들어가는 것도 12번째 싱글 이후 4번째 만에 통산 11번째이다.
동봉 특전은 "파즈도라Z" 게임 내에서 사용할 수 있는 2종의 특전 코드와 함께 아자 재킷. 대상 점포에서 구입시 선착순으로 "mmts 이어폰"이 제공된다.
재킷은 머리카락에서 크리스마스 트리를 표현했다. "전나무의 머리"'라는 참신한 비주얼이 되어있다.
표제 곡 2곡은 9월 27일부터 개최된 혼돈 Z투어에서 선 보였다. 커플링의"Satellite Girl"은 7월 7일에 배포 한정으로 발매되어 있었다.